# Оскар (кинопремия, 1988)
60-я церемония вручения наград премии «Оскар» за заслуги в области кинематографа за 1987 год состоялась 11 апреля 1988 года в Shrine Auditorium (Лос-Анджелес, Калифорния). Это первая и единственная на данный момент церемония, среди которой не было ни одного американца в номинации «лучшая режиссура».
Историко-биографическая драма Бернардо Бертолуччи «Последний император» собрала призы во всех девяти номинациях, в которых была представлена, включая награды за лучший фильм и лучшую режиссуру.

## Фильмы, получившие несколько номинаций
| Фильм                   | номинации | награды |
| ----------------------- | --------- | ------- |
| • Последний император   | 9         | 9       |
| • Телевизионные новости | 7         | 0       |
| • Власть луны           | 6         | 3       |
| • Роковое влечение      | 6         | 0       |
| • Империя солнца        | 6         | 0       |
| • Надежда и слава       | 5         | 0       |
| • Неприкасаемые         | 4         | 1       |
| • Клич свободы          | 3         | 0       |
| • Робот-полицейский     | 2         | 0 + 1   |
| • Моя собачья жизнь     | 2         | 0       |
| • Чертополох            | 2         | 0       |
| • До свидания, дети     | 2         | 0       |
| • Дни радио             | 2         | 0       |
| • Мёртвые               | 2         | 0       |
| • Иствикские ведьмы     | 2         | 0       |

## Список лауреатов и номинантов
★ Победители выделены отдельным цветом. 

### Основные категории
| Категории                         | Лауреаты и номинанты | Лауреаты и номинанты |
| --------------------------------- | --- | --- |
| Лучший фильм                      | ★ Последний император / The Last Emperor (продюсер: Джереми Томас)                                                                                    | ★ Последний император / The Last Emperor (продюсер: Джереми Томас)                                                                                    |
| Лучший фильм                      | • Телевизионные новости / Broadcast News (продюсер: Джеймс Л. Брукс)                                                                                  | |
| Лучший фильм                      | • Роковое влечение / Fatal Attraction (продюсеры: Стэнли Р. Джаффе и Шерри Лансинг)                                                                   | |
| Лучший фильм                      | • Надежда и слава / Hope and Glory (продюсер: Джон Бурмен)                                                                                            | |
| Лучший фильм                      | • Власть луны / Moonstruck (продюсеры: Патрик Дж. Палмер и Норман Джуисон)                                                                            | |
| Лучший режиссёр                   | | ★ Бернардо Бертолуччи за фильм «Последний император»                                                                                                  |
| Лучший режиссёр                   | • Эдриан Лайн — «Роковое влечение» | |
| Лучший режиссёр                   | • Джон Бурмен — «Надежда и слава» | |
| Лучший режиссёр                   | • Норман Джуисон — «Власть луны» | |
| Лучший режиссёр                   | • Лассе Халльстрём — «Моя собачья жизнь» | |
| Лучший актёр                      | | ★ Майкл Дуглас — «Уолл-стрит» (за роль Гордона Гекко)                                                                                                 |
| Лучший актёр                      | • Уильям Хёрт — «Телевизионные новости» (за роль Тома Граника)                                                                                        | |
| Лучший актёр                      | • Марчелло Мастроянни — «Очи чёрные» (за роль Романо Патрое)                                                                                          | |
| Лучший актёр                      | • Джек Николсон — «Чертополох» (за роль Фрэнсиса Филэна)                                                                                              | |
| Лучший актёр                      | • Робин Уильямс — «Доброе утро, Вьетнам» (за роль Эдриана Кронауэра)                                                                                  | |
| Лучшая актриса                    | | ★ Шер — «Власть луны» (за роль Лоретты Касторини) |
| Лучшая актриса                    | • Гленн Клоуз — «Роковое влечение» (за роль Алекс Форрест)                                                                                            | |
| Лучшая актриса                    | • Холли Хантер — «Телевизионные новости» (за роль Джейн Крэйг)                                                                                        | |
| Лучшая актриса                    | • Салли Кёркленд — «Анна» (за роль Анны) | |
| Лучшая актриса                    | • Мерил Стрип — «Чертополох» (за роль Хелен Арчер) | |
| Лучший актёр второго плана        | | ★ Шон Коннери — «Неприкасаемые» (за роль Джима Мэлоуна)                                                                                               |
| Лучший актёр второго плана        | • Альберт Брукс — «Телевизионные новости» (за роль Аарона Альтмана)                                                                                   | |
| Лучший актёр второго плана        | • Морган Фримен — «Уличный парень» (за роль Фаст Блэка)                                                                                               | |
| Лучший актёр второго плана        | • Винсент Гардения — «Власть луны» (за роль Космо Касторини)                                                                                          | |
| Лучший актёр второго плана        | • Дензел Вашингтон — «Клич свободы» (за роль Стива Бико)                                                                                              | |
| Лучшая актриса второго плана      | | ★ Олимпия Дукакис — «Власть луны» (за роль Розы Касторини)                                                                                            |
| Лучшая актриса второго плана      | • Норма Алеандро — «Габи: правдивая история» (за роль Флоренции)                                                                                      | |
| Лучшая актриса второго плана      | • Энн Арчер — «Роковое влечение» (за роль Бет Галлахер)                                                                                               | |
| Лучшая актриса второго плана      | • Энн Рэмси — «Сбрось маму с поезда» (за роль миссис Лифт)                                                                                            | |
| Лучшая актриса второго плана      | • Энн Сотерн — «Августовские киты» (за роль Тиши Доути)                                                                                               | |
| Лучший оригинальный сценарий      | | ★ Джон Патрик Шэнли — «Власть луны» |
| Лучший оригинальный сценарий      | • Луи Маль — «До свидания, дети» | |
| Лучший оригинальный сценарий      | • Джеймс Л. Брукс — «Телевизионные новости» | |
| Лучший оригинальный сценарий      | • Джон Бурмен — «Надежда и слава» | |
| Лучший оригинальный сценарий      | • Вуди Аллен — «Дни радио» | |
| Лучший адаптированный сценарий    | ★ Марк Пиплоу и Бернардо Бертолуччи — «Последний император» (по автобиографии Пу И «From Emperor to Citizen: The Autobiography of Aisin-Gioro Pu Yi») | ★ Марк Пиплоу и Бернардо Бертолуччи — «Последний император» (по автобиографии Пу И «From Emperor to Citizen: The Autobiography of Aisin-Gioro Pu Yi») |
| Лучший адаптированный сценарий    | • Тони Хьюстон — «Мёртвые» (по одноимённой повести Джеймса Джойса из сборника «Дублинцы»)                                                             | |
| Лучший адаптированный сценарий    | • Джеймс Дирден — «Роковое влечение» (по телепьесе автора «Diversion»)                                                                                | |
| Лучший адаптированный сценарий    | • Стэнли Кубрик, Майкл Герр и Густав Хэсфорд — «Цельнометаллическая оболочка» (по роману Густава Хэсфорда «Старики»)                                  | |
| Лучший адаптированный сценарий    | • Лассе Халльстрём, Рейдар Йёнссон, Брассе Брэннстрём и Пер Берглунд — «Моя собачья жизнь» (по одноимённому роману Рейдара Йёнссона)                  | |
| Лучший фильм на иностранном языке | ★ Пир Бабетты / Babettes gæstebud (Дания) реж. Габриэль Аксель                                                                                        | ★ Пир Бабетты / Babettes gæstebud (Дания) реж. Габриэль Аксель                                                                                        |
| Лучший фильм на иностранном языке | • До свидания, дети / Au revoir les enfants (Франция) реж. Луи Маль                                                                                   | |
| Лучший фильм на иностранном языке | • Конец пути / Asignatura aprobada (Испания) реж. Хосе Луис Гарси                                                                                     | |
| Лучший фильм на иностранном языке | • Семья / La famiglia (Италия) реж. Этторе Скола | |
| Лучший фильм на иностранном языке | • Проводник / Veiviseren / Ofelaš (Норвегия) реж. Нильс Гауп                                                                                          | |

### Другие категории
| Категории                                    | Лауреаты и номинанты | Лауреаты и номинанты | Лауреаты и номинанты |
| -------------------------------------------- | --- | --- | --- |
| Лучшая музыка: Оригинальный саундтрек        | Рюити Сакамото | ★ Рюити Сакамото, Дэвид Бирн и Цун Су — «Последний император»                                                                                            | Дэвид Бирн |
| Лучшая музыка: Оригинальный саундтрек        | Рюити Сакамото | • Джордж Фентон, Джонас Гвангва — «Клич свободы» | Дэвид Бирн |
| Лучшая музыка: Оригинальный саундтрек        | Рюити Сакамото | • Джон Уильямс — «Империя солнца» | Дэвид Бирн |
| Лучшая музыка: Оригинальный саундтрек        | Рюити Сакамото | • Эннио Морриконе — «Неприкасаемые» | Дэвид Бирн |
| Лучшая музыка: Оригинальный саундтрек        | Рюити Сакамото | • Джон Уильямс — «Иствикские ведьмы» | Дэвид Бирн |
| Лучшая песня к фильму                        | ★ (I've Had) The Time of My Life — «Грязные танцы» — музыка и слова: Фрэнк Превит, музыка: Джон Деникола, Дональд Марковиц                               | ★ (I've Had) The Time of My Life — «Грязные танцы» — музыка и слова: Фрэнк Превит, музыка: Джон Деникола, Дональд Марковиц                               | ★ (I've Had) The Time of My Life — «Грязные танцы» — музыка и слова: Фрэнк Превит, музыка: Джон Деникола, Дональд Марковиц                               |
| Лучшая песня к фильму                        | • Cry Freedom — «Клич свободы» — музыка и слова: Джордж Фентон и Джонас Гвангва                                                                          | | |
| Лучшая песня к фильму                        | • Nothing’s Gonna Stop Us Now — «Манекен» — музыка и слова: Альберт Хэммонд и Дайан Уоррен                                                               | | |
| Лучшая песня к фильму                        | • Shakedown — «Полицейский из Беверли-Хиллз 2» — музыка и слова: Гарольд Фальтермейер и Кит Форси, слова: Боб Сигер                                      | | |
| Лучшая песня к фильму                        | • Storybook Love — «Принцесса-невеста» — музыка и слова: Вилли Девиль                                                                                    | | |
| Лучший монтаж                                | ★ Габриэлла Кристиани — «Последний император» | ★ Габриэлла Кристиани — «Последний император» | ★ Габриэлла Кристиани — «Последний император» |
| Лучший монтаж                                | • Ричард Маркс — «Телевизионные новости» | | |
| Лучший монтаж                                | • Майкл Кан — «Империя солнца» | | |
| Лучший монтаж                                | • Майкл Кан и Питер Э. Бергер — «Роковое влечение» | | |
| Лучший монтаж                                | • Фрэнк Дж. Уриосте — «Робот-полицейский» | | |
| Лучшая операторская работа                   | Витторио Стораро | ★ Витторио Стораро — «Последний император» | ★ Витторио Стораро — «Последний император» |
| Лучшая операторская работа                   | Витторио Стораро | • Михаэль Балльхаус — «Телевизионные новости» | |
| Лучшая операторская работа                   | Витторио Стораро | • Аллен Давио — «Империя солнца» | |
| Лучшая операторская работа                   | Витторио Стораро | • Филипп Руссело — «Надежда и слава» | |
| Лучшая операторская работа                   | Витторио Стораро | • Хаскелл Уэкслер — «Свидетель» | |
| Лучшая работа художника                      | ★ Фердинандо Скарфьотти (постановщик), Бруно Чезари, Освальдо Дезидери (декораторы) — «Последний император»                                              | ★ Фердинандо Скарфьотти (постановщик), Бруно Чезари, Освальдо Дезидери (декораторы) — «Последний император»                                              | ★ Фердинандо Скарфьотти (постановщик), Бруно Чезари, Освальдо Дезидери (декораторы) — «Последний император»                                              |
| Лучшая работа художника                      | • Норман Рейнольдс (постановщик), Гарри Кордуэлл (декоратор) — «Империя солнца»                                                                          | | |
| Лучшая работа художника                      | • Энтони Прэтт (постановщик), Джоанн Вулард (декоратор) — «Надежда и слава»                                                                              | | |
| Лучшая работа художника                      | • Санто Локосто (постановщик), Кэрол Джофф, Лесли Блум, Джордж ДеТитта мл. (декораторы) — «Дни радио»                                                    | | |
| Лучшая работа художника                      | • Патриция Фон Бранденстайн, Уильям А. Эллиотт (постановщики), Хэл Гаусман (декоратор) — «Неприкасаемые»                                                 | | |
| Лучший дизайн костюмов                       | ★ Джеймс Эчесон — «Последний император» | ★ Джеймс Эчесон — «Последний император» | ★ Джеймс Эчесон — «Последний император» |
| Лучший дизайн костюмов                       | • Дороти Джикинс — «Мёртвые» | | |
| Лучший дизайн костюмов                       | • Боб Рингвуд — «Империя солнца» | | |
| Лучший дизайн костюмов                       | • Дженни Беван, Джон Брайт — «Морис» | | |
| Лучший дизайн костюмов                       | • Мэрлин Вэнс — «Неприкасаемые» | | |
| Лучший звук                                  | ★ Билл Роу, Иван Шэррок — «Последний император» | ★ Билл Роу, Иван Шэррок — «Последний император» | ★ Билл Роу, Иван Шэррок — «Последний император» |
| Лучший звук                                  | • Роберт Кнадсон, Don Digirolamo, Джон Бойд, Тони Доу — «Империя солнца»                                                                                 | | |
| Лучший звук                                  | • Лес Фрешольц, Дик Александр, Верн Пур, Билл Нельсон — «Смертельное оружие»                                                                             | | |
| Лучший звук                                  | • Майкл Дж. Кохут, Carlos Delarios, Аарон Рочин, Роберт Уолд — «Робот-полицейский»                                                                       | | |
| Лучший звук                                  | • Уэйн Артман, Том Бекерт, Том Э. Дал, Арт Рочестер — «Иствикские ведьмы»                                                                                | | |
| Лучшие визуальные эффекты                    | ★ Деннис Мьюрен, Билл Джордж, Харли Джессуп, Кеннет Смит — «Внутреннее пространство»                                                                     | ★ Деннис Мьюрен, Билл Джордж, Харли Джессуп, Кеннет Смит — «Внутреннее пространство»                                                                     | ★ Деннис Мьюрен, Билл Джордж, Харли Джессуп, Кеннет Смит — «Внутреннее пространство»                                                                     |
| Лучшие визуальные эффекты                    | • Джоэл Хайнек, Роберт М. Гринберг, Ричард Гринберг, Стэн Уинстон — «Хищник»                                                                             | | |
| Лучший грим                                  | ★ Рик Бейкер — «Гарри и Хендерсоны» | ★ Рик Бейкер — «Гарри и Хендерсоны» | ★ Рик Бейкер — «Гарри и Хендерсоны» |
| Лучший грим                                  | • Боб Ладен — «С Новым Годом» | | |
| Лучший документальный полнометражный фильм   | ★ Десятилетний ланч: Легенда Алгонкинского круглого стола / The Ten-Year Lunch: The Wit and Legend of the Algonquin Round Table (продюсер: Авива Слезин) | ★ Десятилетний ланч: Легенда Алгонкинского круглого стола / The Ten-Year Lunch: The Wit and Legend of the Algonquin Round Table (продюсер: Авива Слезин) | ★ Десятилетний ланч: Легенда Алгонкинского круглого стола / The Ten-Year Lunch: The Wit and Legend of the Algonquin Round Table (продюсер: Авива Слезин) |
| Лучший документальный полнометражный фильм   | • Bridge to Freedom 1965 (эпизод документального сериала «Оцените») / Bridge to Freedom 1965 (продюсеры: Калли Кроссли и James A. DeVinney)              | | |
| Лучший документальный полнометражный фильм   | • Адское пламя: Внутри Хиросимы / Hellfire: A Journey from Hiroshima (продюсеры: John Junkerman и John W. Dower)                                         | | |
| Лучший документальный полнометражный фильм   | • Радио Бикини / Radio Bikini (продюсер: Роберт Стоун)                                                                                                   | | |
| Лучший документальный полнометражный фильм   | • Петля времени / A Stitch for Time (продюсеры: Barbara Herbich и Сирил Кристо)                                                                          | | |
| Лучший документальный короткометражный фильм | ★ Молодые сердцем / Young at Heart (продюсеры: Сью Маркс и Памела Конн)                                                                                  | ★ Молодые сердцем / Young at Heart (продюсеры: Сью Маркс и Памела Конн)                                                                                  | ★ Молодые сердцем / Young at Heart (продюсеры: Сью Маркс и Памела Конн)                                                                                  |
| Лучший документальный короткометражный фильм | • Фрэнсис Стэлофф: Воспоминания продавца книг / Frances Steloff: Memoirs of a Bookseller (продюсер: Дебора Диксон)                                       | | |
| Лучший документальный короткометражный фильм | • За час / In the Wee Wee Hours… (продюсеры: Франтишек Даниэль и Izak Ben-Meir)                                                                          | | |
| Лучший документальный короткометражный фильм | • Язык — этим всё сказано / Language Says It All (продюсер: Меган Уильямс)                                                                               | | |
| Лучший документальный короткометражный фильм | • Серебро в золото / Silver into Gold (продюсер: Линн Мюллер)                                                                                            | | |
| Лучший игровой короткометражный фильм        | ★ Мужской гетеросексуальный танцклуб Рэя / Ray’s Male Heterosexual Dance Hall (продюсеры: Джонатан Сэнгер и Яна Сью Мемел)                               | ★ Мужской гетеросексуальный танцклуб Рэя / Ray’s Male Heterosexual Dance Hall (продюсеры: Джонатан Сэнгер и Яна Сью Мемел)                               | ★ Мужской гетеросексуальный танцклуб Рэя / Ray’s Male Heterosexual Dance Hall (продюсеры: Джонатан Сэнгер и Яна Сью Мемел)                               |
| Лучший игровой короткометражный фильм        | • По волнам / Making Waves (продюсер: Энн Уингейт) | | |
| Лучший игровой короткометражный фильм        | • Блеск ботинок / Shoeshine (продюсер: Роберт Кац) | | |
| Лучший анимационный короткометражный фильм   | ★ Человек, который сажал деревья / L’Homme qui plantait des arbres (продюсер: Фредерик Бак)                                                              | ★ Человек, который сажал деревья / L’Homme qui plantait des arbres (продюсер: Фредерик Бак)                                                              | ★ Человек, который сажал деревья / L’Homme qui plantait des arbres (продюсер: Фредерик Бак)                                                              |
| Лучший анимационный короткометражный фильм   | • Джордж и Роузмари / George and Rosemary (продюсер: Юнис Макколей)                                                                                      | | |
| Лучший анимационный короткометражный фильм   | • Ваше лицо / Your Face (продюсер: Билл Плимптон) | | |

### Специальные награды
| Награда                         | Лауреаты                                                                                |
| ------------------------------- | --------------------------------------------------------------------------------------- |
| Премия за особые достижения     | ★ Стивен Хантер Флик, Джон Поспишил — «Робот-полицейский» — за монтаж звуковых эффектов |
| Награда имени Ирвинга Тальберга | ★ Билли Уайлдер                                                                         |
| Награда имени Гордона Сойера    | ★ Фред Хайнс                                                                            |

## Научно-технические награды
| Категории                        | Лауреаты |
| -------------------------------- | --- |
| Academy Award of Merit           | • Бернард Кюль, Вернер Блок (OSRAM GmbH R&D Dept.) — за создание и продолжающееся совершенствование OSRAM HMI — высокоэффективного источника света для киносъёмок. (for the invention and the continuing improvement of the OSRAM HMI light source for motion picture photography.) |
| Scientific and Engineering Award | • Вилли Бурт (Kinotone Corp.) — за изобретение и разработку системы тарелок без перемотки для кинопрезентаций. |
| Scientific and Engineering Award | • Рональд С. Баркер, Честер Л. Шулер (Montage Group, Ltd.) — за разработку (Монтаж Групп, ООО) и изобретение (Баркер/Шулер) системы электронного редактирования фильмов Montage Picture Processor.                                                                                  |
| Scientific and Engineering Award | • Колин Ф. Моссман (Группа разработчиков Rank Film Laboratories) — за создание полностью автоматизированной системы обработки для повышения производительности высокоскоростной обработки пленки.                                                                                   |
| Scientific and Engineering Award | • Eastman Kodak — за разработку цветной негативной пленки Eastman Color High Speed Daylight Negative Film 5297/7297. |
| Scientific and Engineering Award | • Eastman Kodak — за разработку негативной пленки Eastman Color High Speed SA Negative Film 5295 для матовой фотографии на синем экране. (for the development of Eastman Color High Speed SA Negative Film 5295 for blue-screen traveling matte photography.)                       |
| Scientific and Engineering Award | • Фриц Габриэль Бауэр — за изобретение и разработку улучшенных функций системы видеокамер. |
| Scientific and Engineering Award | • Зоран Перишич (Courier Films Ltd.) — за фронтальную проекционною систему Zoptic с двойным зумом для фотосъемки с визуальными эффектами. |
| Scientific and Engineering Award | • Carl Zeiss Co. — за проектирование и разработку серии сверхскоростных объективов для киносъемки. |
| Technical Achievement Award      | • Йоан Аллен (Dolby Laboratories, Inc.) — за блок шумоподавления (только для воспроизведения) "Кэт-43" и его практическое применение к звукозаписи кинофильмов. |
| Technical Achievement Award      | • Джон Эпполито, Уолли Джентльмен, Уильям Меса, Лес Пол Робли, Джеффри Х. Уильямсон — за доработку до двухэкранной системы композитинга изображений с фронтальной проекцией. |
| Technical Achievement Award      | • Ян Якобсен — за применение системы фронтальной проекции с двумя экранами в киносъемке со спецэффектами. |
| Technical Achievement Award      | • Тейн Моррис, Дэвид Пьер — за разработку устройств DSC Spark для создания спецэффектов в кино. |
| Technical Achievement Award      | • Тэд Кржановски (Industrial Light and Magic, Inc.) — за разработку механизма поддержки модели Wire Rig, используемого для управления движениями миниатюр в спецэффектах. |
| Technical Achievement Award      | • Дэн С. Норрис, Тим Кук (Norris Film Products) — за разработку системы однокадровой экспозиции для киносъемки. |